# Ulrich Schallmoser
Ulrich Schallmoser (* 24. März 1965) ist ein deutscher Jurist und Vorsitzender Richter am Bundesfinanzhof. 

## Werdegang
Ulrich Schallmoser studierte Rechtswissenschaft sowie Politikwissenschaften und amerikanische Kulturgeschichte  an der Ludwig-Maximilians-Universität München. 1994 wurde er dort mit der Dissertation „Statik und Dynamik der deutschen Frage“ zum Dr. phil. promoviert. Nach einer Tätigkeit als Rechtsanwalt trat Schallmoser im März 1994 in den höheren Dienst der Bayerischen Finanzverwaltung ein. Ab März 1996 war er bei der Oberfinanzdirektion München tätig. Von dort wurde er im Oktober 1998 für vier Jahre als wissenschaftlicher Mitarbeiter an den Bundesfinanzhof abgeordnet. Nach dem Ende dieser Abordnung wurde Schallmoser zum Richter am Finanzgericht München ernannt.
Anfang September 2008 folgte die Ernennung zum Richter am Bundesfinanzhof. Dort wurde er dem für die Besteuerung von Einkünften aus Vermietung und Verpachtung, von sonstigen Einkünften und die Eigenheimzulage zuständigen IX. Senat zugewiesen. Im Januar 2023 übernahm Schallmoser den Vorsitz des für Umsatzsteuer und Bilanzsteuerrecht zuständigen XI. Senats, seit August 2025 ist er Vorsitzender des u. a. für Körperschaftsteuer, Außensteuerrecht und Internationales Steuerrecht zuständigen I. Senats.